# Giuseppe Lucchese
Giuseppe Lucchese ([dʒuˈzɛppe lukˈkeːze]; * 2. September 1958 in Palermo) ist ein sizilianischer Mafioso.

## Leben
Giuseppe Lucchese ist ein Mitglied der sizilianischen Cosa Nostra. Ende der 1970er-Jahre wurde er in die wichtige Mafia-Familie von Brancaccio, eines Stadtteils von Palermo, aufgenommen. Diese gehörte zum Bündnis der Corleoneser, eine Allianz vieler Mafia-Familien, die von der Familie von Corleone begründet worden war. Im Zweiten Mafiakrieg von 1981 bis 1983 gehörte er trotz seiner Jugend einer Todesschwadron der Corleoneser an, die in diesem Krieg die absolute Vorherrschaft innerhalb der Cosa Nostra erlangten, wenn er auch selbst nicht als Killer agierte. Lucchese gehörte zu der Gruppe von Killern, die den Hauptgegner der Corleonesi, Stefano Bontade, am Abend des 23. April 1981 ermordeten. Dieser Mord war der Beginn des Krieges. Auch an weiteren Morden im Verlauf des Krieges war er beteiligt, ebenso an einem spektakulären fehlgeschlagenen Attentat mitten am helllichten Tag in Palermo auf Salvatore Contorno, einem der engsten Vertrauten und Leibwächter von Stefano Bontade.
Im Jahr 1982 war er an der Ermordung des Generals Carlo Alberto Dalla Chiesa und des kommunistischen Abgeordneten Pio La Torre mitbeteiligt. Beide hatten sich in der Bekämpfung der Mafia hervorgetan. Für diese Morde wurde er in Abwesenheit zu einer lebenslangen Freiheitsstrafe verurteilt.
Auf Anweisung des Bosses der Corleonesi, Salvatore Riina ermordete er 1985 zusammen mit Vincenzo Puccio den bisherigen Lieblingskiller Riinas, Pino Greco. Dieser war zum Boss der Familie von Ciaculli avanciert, hatte jedoch Anzeichen von Selbstständigkeit erkennen lassen und war insbesondere für die jungen Ehrenmänner innerhalb der Cosa Nostra zu einer Art Idol avanciert. Für den misstrauischen Riina war er somit zu einer möglichen Bedrohung geworden.
Nach der Ermordung von Puccio im Jahr 1989 wurde Lucchese als treuer Anhänger der Corleoneser der neue capo-mandamento der Brancaccio-Ciaculli-Familien. 1990 konnte er verhaftet werden und verbüßt seitdem eine Haftstrafe in einem Hochsicherheitsgefängnis.
Nachfolger Luccheses im Ciaculli/Brancaccio-Mandamento wurden die Gebrüder Graviano.